# Liste der Nummer-eins-Hits in Portugal (2021)
Diese Liste der Nummer-eins-Hits in Portugal im Jahr 2021 basiert auf den offiziellen Singlecharts (Top 100 Singles) und Albumcharts (Top 50 Artistas) der Associação Fonográfica Portuguesa (AFP), der portugiesischen Landesgruppe der IFPI.

## Singles
| ← 2020 ← | Liste der Nummer-eins-Hits in Portugal | Liste der Nummer-eins-Hits in Portugal     | Liste der Nummer-eins-Hits in Portugal | 2022 →                    |
| \| Zeitraum \| Wo. ges. \| Interpret \| Titel Autor(en) \| Zusätzliche Informationen \| \| (Zeitraum, Wochen auf Platz eins, Interpret, Titel, Autor[en], zusätzliche Informationen) \| \| \| \| \| \| ----------------------------------------------------------------------------------------- \| -------- \| ------------------------------------------ \| ----------------------------------------------------------------------------------------------------------------------------------------------------------------------------------------------------------- \| ------------------------- \| \| 53. Woche 2020 – 1. Woche 2021 2 Wochen (insgesamt 9) \| 9 \| Yuri Nr5 \| São Paulo \| – \| \| 2.–10. Woche 9 Wochen \| 9 \| Olivia Rodrigo \| Drivers License Daniel Leonard Nigro, Olivia Rodrigo \| – \| \| 11. Woche 1 Woche \| 1 \| The Kid Laroi \| Without You Omer Fedi, Blake Slatkin, Billy Walsh, Charlton Kenneth Jeffrey Howard \| – \| \| 12.–13. Woche 2 Wochen \| 2 \| Justin Bieber feat. Daniel Caesar & Giveon \| Peaches Justin Bieber, Giveon D. Evans, Bernard Alexander Harvey, Ashton D. Simmonds, Andrew Wotman \| – \| \| 14.–20. Woche 7 Wochen \| 7 \| Lil Nas X \| Montero (Call Me by Your Name) Montero Lamar Hill, David Biral, Denzel Michael Akil Baptiste, Roy Lenzo, Omer Fedi \| – \| \| 21.–23. Woche 3 Wochen \| 3 \| Olivia Rodrigo \| Good 4 U Daniel Leonard Nigro, Olivia Rodrigo \| – \| \| 24.–26. Woche 3 Wochen \| 3 \| MC Davi, MC Pedrinho & MC Don Juan \| Bipolar MC Davi \| – \| \| 27.–30. Woche 4 Wochen \| 4 \| Måneskin \| Beggin’ Bob Gaudio, Peggy Farina \| – \| \| 31.–35. Woche 5 Wochen (insgesamt 6) \| 6 \| Lil Nas X & Jack Harlow \| Industry Baby Nick Lee, David Charles Marshall Biral, Denzel Michael Akil Baptiste, Jackman Thomas Harlow, Kanye Omari West, Montero Lamar Hill \| – \| \| 36.–37. Woche 2 Wochen \| 2 \| Farruko \| Pepas Carlos Efrén Reyes Rosado, Marcos G. Pérez, Andy Bauza, Franklin Jovani Martínez, José Carlos García, Juan Manuel Gómez Roa, Víctor Alonso Cárdenas, Keriel Quiroz Sr., Axel Rafael Quezada Fulgencio \| – \| \| 38. Woche 1 Woche (insgesamt 6) \| 6 \| Lil Nas X & Jack Harlow \| Industry Baby Nick Lee, David Charles Marshall Biral, Denzel Michael Akil Baptiste, Jackman Thomas Harlow, Kanye Omari West, Montero Lamar Hill \| – \| \| 39. Woche 2021 – 6. Woche 2022 20 Wochen \| 20 \| Ckay feat. Kuamí Eugene & Joeboy \| Love Nwantiti (Remix) Chukwuka Chukwuma Ekweani, Joseph Akinwale Akinfenwa-Donus, Eugène Kwame Marfo \| – \| |                                        |                                            | |                           |
| ← 2020 |                                        |                                            | | → 2022 →                  |
| Zeitraum | Wo. ges.                               | Interpret                                  | Titel Autor(en) | Zusätzliche Informationen |
| (Zeitraum, Wochen auf Platz eins, Interpret, Titel, Autor[en], zusätzliche Informationen) |                                        |                                            | |                           |
| 53. Woche 2020 – 1. Woche 2021 2 Wochen (insgesamt 9) | 9                                      | Yuri Nr5                                   | São Paulo | –                         |
| 2.–10. Woche 9 Wochen | 9                                      | Olivia Rodrigo                             | Drivers License Daniel Leonard Nigro, Olivia Rodrigo | –                         |
| 11. Woche 1 Woche | 1                                      | The Kid Laroi                              | Without You Omer Fedi, Blake Slatkin, Billy Walsh, Charlton Kenneth Jeffrey Howard | –                         |
| 12.–13. Woche 2 Wochen | 2                                      | Justin Bieber feat. Daniel Caesar & Giveon | Peaches Justin Bieber, Giveon D. Evans, Bernard Alexander Harvey, Ashton D. Simmonds, Andrew Wotman | –                         |
| 14.–20. Woche 7 Wochen | 7                                      | Lil Nas X                                  | Montero (Call Me by Your Name) Montero Lamar Hill, David Biral, Denzel Michael Akil Baptiste, Roy Lenzo, Omer Fedi                                                                                          | –                         |
| 21.–23. Woche 3 Wochen | 3                                      | Olivia Rodrigo                             | Good 4 U Daniel Leonard Nigro, Olivia Rodrigo | –                         |
| 24.–26. Woche 3 Wochen | 3                                      | MC Davi, MC Pedrinho & MC Don Juan         | Bipolar MC Davi | –                         |
| 27.–30. Woche 4 Wochen | 4                                      | Måneskin                                   | Beggin’ Bob Gaudio, Peggy Farina | –                         |
| 31.–35. Woche 5 Wochen (insgesamt 6) | 6                                      | Lil Nas X & Jack Harlow                    | Industry Baby Nick Lee, David Charles Marshall Biral, Denzel Michael Akil Baptiste, Jackman Thomas Harlow, Kanye Omari West, Montero Lamar Hill                                                             | –                         |
| 36.–37. Woche 2 Wochen | 2                                      | Farruko                                    | Pepas Carlos Efrén Reyes Rosado, Marcos G. Pérez, Andy Bauza, Franklin Jovani Martínez, José Carlos García, Juan Manuel Gómez Roa, Víctor Alonso Cárdenas, Keriel Quiroz Sr., Axel Rafael Quezada Fulgencio | –                         |
| 38. Woche 1 Woche (insgesamt 6) | 6                                      | Lil Nas X & Jack Harlow                    | Industry Baby Nick Lee, David Charles Marshall Biral, Denzel Michael Akil Baptiste, Jackman Thomas Harlow, Kanye Omari West, Montero Lamar Hill                                                             | –                         |
| 39. Woche 2021 – 6. Woche 2022 20 Wochen | 20                                     | Ckay feat. Kuamí Eugene & Joeboy           | Love Nwantiti (Remix) Chukwuka Chukwuma Ekweani, Joseph Akinwale Akinfenwa-Donus, Eugène Kwame Marfo | –                         |

## Alben
| ← 2020 ← | Liste der Nummer-eins-Hits in Portugal | Liste der Nummer-eins-Hits in Portugal | Liste der Nummer-eins-Hits in Portugal      | 2022 → |
| \| Zeitraum \| Wo. ges. \| Interpret \| Titel \| Zusätzliche Informationen \| \| (Zeitraum, Wochen auf Platz eins, Interpret, Titel, zusätzliche Informationen) \| \| \| \| \| \| ------------------------------------------------------------------------------ \| -------- \| --------------------------- \| ------------------------------------------- \| -------------------------------------------------------------------------------------------------------------------------------------------------------------------------------------------------------------------------------------------- \| \| 1.–2. Woche 2 Wochen \| 2 \| Carlos do Carmo \| Oitenta \| Das Best-of-Album zum 80. Geburtstag hatte im Herbst 2019 bereits Platz 2 erreicht. Nach dem Tod des Fado-Sängers am Neujahrsmorgen stieg es noch einmal auf Platz 1 ein und wurde nach Fado é amor 2013 posthum sein zweiter Spitzenreiter. \| \| 3. Woche 1 Woche \| 1 \| Zayn \| Nobody Is Listening \| – \| \| 4. Woche 1 Woche \| 1 \| Harry Styles \| Fine Line \| Das dritte Jahr in Folge erreicht das Album Platz 1. \| \| 5. Woche 1 Woche \| 1 \| Harry Styles \| Harry Styles \| 2017 stieg das Album auf Platz 2 ein und nach mehr als drei Jahren folgt es Fine Line an die Spitze. \| \| 6.–7. Woche 2 Wochen \| 2 \| Foo Fighters \| Medicine at Midnight \| – \| \| 8. Woche 1 Woche (insgesamt 2) \| 2 \| BTS \| Be \| – \| \| 9.–11. Woche 3 Wochen \| 3 \| Moonspell \| Hermitage \| – \| \| 12. Woche 1 Woche (insgesamt 2) \| 2 \| Lana Del Rey \| Chemtrails over the Country Club \| – \| \| 13. Woche 1 Woche \| 1 \| Dua Lipa \| Future Nostalgia \| Vor ziemlich genau einem Jahr war das Album ein Neuzugang auf Platz 2 der Charts, ein Jahr und sechs Wiedereinstiege später springt es doch noch an die Spitze. \| \| 14. Woche 1 Woche (insgesamt 2) \| 2 \| Lana Del Rey \| Chemtrails over the Country Club \| – \| \| 15. Woche 1 Woche \| 1 \| Gisela João \| Aurora \| – \| \| 16. Woche 1 Woche (insgesamt 2) \| 2 \| Carlos do Carmo \| E ainda … \| – \| \| 17. Woche 1 Woche (insgesamt 2) \| 2 \| António Zambujo \| Voz e violão \| – \| \| 18. Woche 1 Woche (insgesamt 2) \| 2 \| Carlos do Carmo \| E ainda … \| – \| \| 19. Woche 1 Woche (insgesamt 2) \| 2 \| António Zambujo \| Voz e violão \| – \| \| 20. Woche 1 Woche \| 1 \| Ana Laíns \| 20 anos - Ana Laíns e convidados ao vivo no \| – \| \| 21. Woche 1 Woche (insgesamt 7) \| 7 \| Olivia Rodrigo \| Sour \| – \| \| 22.–23. Woche 2 Wochen \| 2 \| Salvador Sobral \| BPM \| – \| \| 24. Woche 1 Woche (insgesamt 7) \| 7 \| Olivia Rodrigo \| Sour \| – \| \| 25. Woche 1 Woche \| 1 \| Nick Cave & Warren Ellis \| Carnage \| – \| \| 26.–28. Woche 3 Wochen (insgesamt 7) \| 7 \| Olivia Rodrigo \| Sour \| – \| \| 29. Woche 1 Woche \| 1 \| John Mayer \| Sob Rock \| – \| \| 30. Woche 1 Woche (insgesamt 7) \| 7 \| Olivia Rodrigo \| Sour \| – \| \| 31.–33. Woche 3 Wochen (insgesamt 4) \| 4 \| Billie Eilish \| Happier Than Ever \| – \| \| 34. Woche 1 Woche (insgesamt 7) \| 7 \| Olivia Rodrigo \| Sour \| – \| \| 35. Woche 1 Woche (insgesamt 4) \| 4 \| Billie Eilish \| Happier Than Ever \| – \| \| 36. Woche 1 Woche (insgesamt 3) \| 3 \| Iron Maiden \| Senjutsu \| – \| \| 37. Woche 1 Woche (insgesamt 2) \| 2 \| Metallica \| Metallica (Remastered) \| – \| \| 38.–39. Woche 2 Wochen (insgesamt 3) \| 3 \| Iron Maiden \| Senjutsu \| – \| \| 40. Woche 1 Woche (insgesamt 2) \| 2 \| Metallica \| Metallica (Remastered) \| – \| \| 41. Woche 1 Woche (insgesamt 5) \| 5 \| Pink Floyd \| The Dark Side of the Moon \| – \| \| 42. Woche 1 Woche \| 1 \| Coldplay \| Music of the Spheres \| – \| \| 43. Woche 1 Woche \| 1 \| Nick Cave and the Bad Seeds \| B-Sides & Rarities – Part I \| – \| \| 44. Woche 1 Woche \| 1 \| Ed Sheeran \| = \| – \| \| 45.–46. Woche 2 Wochen \| 2 \| ABBA \| Voyage \| – \| \| 47. Woche 1 Woche (insgesamt 3) \| 3 \| Adele \| 30 \| – \| \| 48. Woche 1 Woche (insgesamt 6) \| 6 \| Tony Carreira \| Recomeçar \| – \| \| 49. Woche 1 Woche (insgesamt 2) \| 2 \| Sara Carreira \| A minha história \| – \| \| 50. Woche 2021 – 1. Woche 2022 4 Wochen (insgesamt 6) \| 6 \| Tony Carreira \| Recomeçar \| – \| |                                        |                                        |                                             | |
| ← 2020 |                                        |                                        |                                             | → 2022 → |
| Zeitraum | Wo. ges.                               | Interpret                              | Titel                                       | Zusätzliche Informationen |
| (Zeitraum, Wochen auf Platz eins, Interpret, Titel, zusätzliche Informationen) |                                        |                                        |                                             | |
| 1.–2. Woche 2 Wochen | 2                                      | Carlos do Carmo                        | Oitenta                                     | Das Best-of-Album zum 80. Geburtstag hatte im Herbst 2019 bereits Platz 2 erreicht. Nach dem Tod des Fado-Sängers am Neujahrsmorgen stieg es noch einmal auf Platz 1 ein und wurde nach Fado é amor 2013 posthum sein zweiter Spitzenreiter. |
| 3. Woche 1 Woche | 1                                      | Zayn                                   | Nobody Is Listening                         | – |
| 4. Woche 1 Woche | 1                                      | Harry Styles                           | Fine Line                                   | Das dritte Jahr in Folge erreicht das Album Platz 1. |
| 5. Woche 1 Woche | 1                                      | Harry Styles                           | Harry Styles                                | 2017 stieg das Album auf Platz 2 ein und nach mehr als drei Jahren folgt es Fine Line an die Spitze. |
| 6.–7. Woche 2 Wochen | 2                                      | Foo Fighters                           | Medicine at Midnight                        | – |
| 8. Woche 1 Woche (insgesamt 2) | 2                                      | BTS                                    | Be                                          | – |
| 9.–11. Woche 3 Wochen | 3                                      | Moonspell                              | Hermitage                                   | – |
| 12. Woche 1 Woche (insgesamt 2) | 2                                      | Lana Del Rey                           | Chemtrails over the Country Club            | – |
| 13. Woche 1 Woche | 1                                      | Dua Lipa                               | Future Nostalgia                            | Vor ziemlich genau einem Jahr war das Album ein Neuzugang auf Platz 2 der Charts, ein Jahr und sechs Wiedereinstiege später springt es doch noch an die Spitze.                                                                              |
| 14. Woche 1 Woche (insgesamt 2) | 2                                      | Lana Del Rey                           | Chemtrails over the Country Club            | – |
| 15. Woche 1 Woche | 1                                      | Gisela João                            | Aurora                                      | – |
| 16. Woche 1 Woche (insgesamt 2) | 2                                      | Carlos do Carmo                        | E ainda …                                   | – |
| 17. Woche 1 Woche (insgesamt 2) | 2                                      | António Zambujo                        | Voz e violão                                | – |
| 18. Woche 1 Woche (insgesamt 2) | 2                                      | Carlos do Carmo                        | E ainda …                                   | – |
| 19. Woche 1 Woche (insgesamt 2) | 2                                      | António Zambujo                        | Voz e violão                                | – |
| 20. Woche 1 Woche | 1                                      | Ana Laíns                              | 20 anos - Ana Laíns e convidados ao vivo no | – |
| 21. Woche 1 Woche (insgesamt 7) | 7                                      | Olivia Rodrigo                         | Sour                                        | – |
| 22.–23. Woche 2 Wochen | 2                                      | Salvador Sobral                        | BPM                                         | – |
| 24. Woche 1 Woche (insgesamt 7) | 7                                      | Olivia Rodrigo                         | Sour                                        | – |
| 25. Woche 1 Woche | 1                                      | Nick Cave & Warren Ellis               | Carnage                                     | – |
| 26.–28. Woche 3 Wochen (insgesamt 7) | 7                                      | Olivia Rodrigo                         | Sour                                        | – |
| 29. Woche 1 Woche | 1                                      | John Mayer                             | Sob Rock                                    | – |
| 30. Woche 1 Woche (insgesamt 7) | 7                                      | Olivia Rodrigo                         | Sour                                        | – |
| 31.–33. Woche 3 Wochen (insgesamt 4) | 4                                      | Billie Eilish                          | Happier Than Ever                           | – |
| 34. Woche 1 Woche (insgesamt 7) | 7                                      | Olivia Rodrigo                         | Sour                                        | – |
| 35. Woche 1 Woche (insgesamt 4) | 4                                      | Billie Eilish                          | Happier Than Ever                           | – |
| 36. Woche 1 Woche (insgesamt 3) | 3                                      | Iron Maiden                            | Senjutsu                                    | – |
| 37. Woche 1 Woche (insgesamt 2) | 2                                      | Metallica                              | Metallica (Remastered)                      | – |
| 38.–39. Woche 2 Wochen (insgesamt 3) | 3                                      | Iron Maiden                            | Senjutsu                                    | – |
| 40. Woche 1 Woche (insgesamt 2) | 2                                      | Metallica                              | Metallica (Remastered)                      | – |
| 41. Woche 1 Woche (insgesamt 5) | 5                                      | Pink Floyd                             | The Dark Side of the Moon                   | – |
| 42. Woche 1 Woche | 1                                      | Coldplay                               | Music of the Spheres                        | – |
| 43. Woche 1 Woche | 1                                      | Nick Cave and the Bad Seeds            | B-Sides & Rarities – Part I                 | – |
| 44. Woche 1 Woche | 1                                      | Ed Sheeran                             | =                                           | – |
| 45.–46. Woche 2 Wochen | 2                                      | ABBA                                   | Voyage                                      | – |
| 47. Woche 1 Woche (insgesamt 3) | 3                                      | Adele                                  | 30                                          | – |
| 48. Woche 1 Woche (insgesamt 6) | 6                                      | Tony Carreira                          | Recomeçar                                   | – |
| 49. Woche 1 Woche (insgesamt 2) | 2                                      | Sara Carreira                          | A minha história                            | – |
| 50. Woche 2021 – 1. Woche 2022 4 Wochen (insgesamt 6) | 6                                      | Tony Carreira                          | Recomeçar                                   | – |